# Estrella zombi
Una estrella zombi es un resultado hipotético de un tipo de supernova (Iax), la cual deja atrás una estrella residual, en vez de una masa estelar dispersa. El tipo de supernova Iax es simila al tipo Ia, pero tiene una velocidad de eyección más baja y menos luminosidad. Los científicos piensan que este tipo de supernova ocurre entre 5 y 30 por ciento de la tasa de la supernova IA. Se han identificado treinta supernovas que pertenecen a esta categoría.
Es pensado que un tipo de supernova Iax en un sistema binario consiste de una enana blanca con una estrella acompañante. La enana blanca absorbe el material de su acompañante. Normalmente, la enana blanca alcanzaría eventualmente una masa crítica, y las reacciones de fusión causarían una explosión y disipación completa, pero en la supernova del tipo Iax, sólo se pierde la mitad de la masa de la enana blanca.

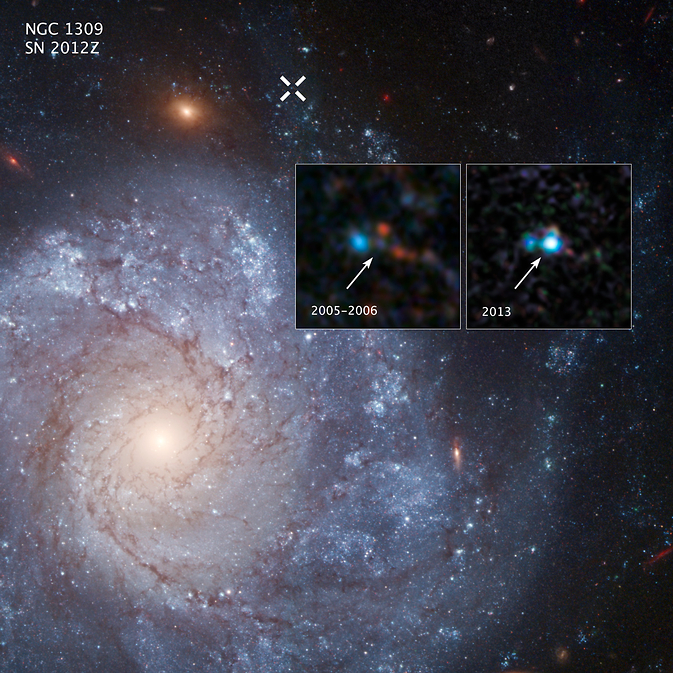
Las dos imágenes muestran un antes y después de las fotografías capturadas por el telescopio espacial Hubble de la NASA de la Supernova 2012Z en la galaxi espiral NGC 1309. La X blanca en la parte superior de la imagen principal marca la localización de la supernova en la galaxia.

## Casos observados
Se cree que la supernova SN 2012Z en la galaxia NGC 1309 es del tipo Iax, y fue descubierta en 2012 por S. B. Cenko, W. Li, y A. V. Filippenko usando el Telescopio de Imagen Automático Katzman el 29.15 de enero (Horario universal) como parte del Observatorio Lick de Investigación de Supernovas. Es pensado que en cuanto más masa tengan las estrellas binarias en el corazón de la supernova, se pasan cantidades importantes de hidrógeno y helio a su acompañante, convirtiéndose en una enana blanca. La estrella acompañante se vuelve más grande hasta que es tan inestable que explota como una supernova, dejando una estrella remanente zombi atrás.
Se capturaron imágenes del área antes de la supernova, permitiendo una comparación de un antes y después. Asimismo, se permitió un análisis del proceso de la supernova para estudios futuros. Para confirmar la hipótesis de las estrellas zombi, el área será fotografiada nuevamente en 2015 después de que la luz de la supernova se disipe. Los descubridores han declarado que hay un 99% de probabilidad de que la estrella en la fotografía de "antes" esté relacionada con la supernova. Algunos científicos dijeron que otra hipótesis para la observación podría ser que una estrella súper masiva, de 30 a 40 masas solares, haya explotado también.
Este descubrimiento es un paso importante en décadas de larga investigación astronómica; la observación del SN 2012Z fue la primera vez que los científicos fueron capaces de identificar un sistema de estrellas que se convirtió en supernova.
Algunos científicos también creen que SN 2008ha puede ser un tipo Iax de supernova, pero considerablemente más débil que SN 2012Z.